# ジローズ
ジローズは、日本の関西地方で活動したフォーク・バンド。2回結成が行われ、1971年に発表された「戦争を知らない子供たち」（作詞：北山修、作曲：杉田二郎）で大ヒットした第2次ジローズ（杉田二郎、森下次郎）が広く知られる。英字表記はJIROSまたはJIRO's。

## 第1次ジローズ
- 1967年、アマチュア・バンドとして結成。メンバーは、杉田二郎（ギター）、塩見大治郎（ギター）、細原徹次郎（ベース）の3人。杉田は立命館大学、塩見と細原は同志社大学の学生だった。
- 1968年、「あなただけに」がMBSラジオ『歌え! MBSヤングタウン』で取り上げられヒット、EXPRESS（東芝音楽工業）より発売。
- 1968年、大学卒業を機に解散。杉田ははしだのりひことシューベルツに参加。塩見はソロを経て、1969年に結成されたNHKのヤング101の第一期生としてNHK総合テレビジョンの音楽番組『ステージ101』に1970年1月10日の第一回から出演し、1974年3月31日に番組が終了してからは再びソロで活躍、1975年に広島東洋カープの球団歌『それ行けカープ 〜若き鯉たち〜』を歌っている。

## 第2次ジローズ
- 1970年、再結成。メンバーは杉田二郎と森下次郎[1]の2人。森下の本名は森下 悦伸（もりした よしのぶ）で、ジローズを結成するために強引に改名させられた。森下は同志社大学の学生で、当初は半年の活動予定だった。
- 1971年、「戦争を知らない子供たち」を発売（発表は1970年）。同年の第13回日本レコード大賞作詞賞を受賞し、代表作となった。
- 1972年、解散。杉田はソロミュージシャンとして活動を続け、森下は芸能活動を引退し大学卒業後ラジオ関西に入社。後に取締役に就任。
- 2013年6月、森下がラジオ関西を退社し、杉田の呼びかけで41年ぶりに再結成が決定[2]。森下は本名で活動。8月1日、神戸市でライブが行われた[3]。

## ディスコグラフィ
- 全てのシングル・アルバムは東芝音楽工業からリリース。

### シングル
| # | 発売日          | A/B面 | タイトル               | 作詞     | 作曲     | 編曲       | 規格品番 |
| - | --------------- | ----- | ---------------------- | -------- | -------- | ---------- | -------- |
| 1 | 1968年 8月1日   | A面   | あなただけに           | 杉田二郎 | 杉田二郎 | ジローズ   | EP-1116  |
| 1 | 1968年 8月1日   | B面   | マイ・ハート           | 杉田二郎 | 杉田二郎 | ジローズ   | EP-1116  |
| 2 | 1971年 2月5日   | A面   | 戦争を知らない子供たち | 北山修   | 杉田二郎 | 馬飼野俊一 | EP-1275  |
| 2 | 1971年 2月5日   | B面   | 愛とあなたのために     | 北山修   | 杉田二郎 | 馬飼野俊一 | EP-1275  |
| 3 | 1971年 6月5日   | A面   | 青春のわかれ道         | 北山修   | 杉田二郎 | 田辺信一   | ETP-2452 |
| 3 | 1971年 6月5日   | B面   | 鏡の中                 | 北山修   | 杉田二郎 | 馬飼野俊一 | ETP-2452 |
| 4 | 1971年 9月5日   | A面   | 涙は明日に             | 北山修   | 杉田二郎 | 葵まさひこ | ETP-2503 |
| 4 | 1971年 9月5日   | B面   | 秋の思い出             | 森下悦伸 | 森下悦伸 | 葵まさひこ | ETP-2503 |
| 5 | 1971年 12月20日 | A面   | 子供達に聞かせる唄     | 松山猛   | 加藤和彦 | 青木望     | ETP-2584 |
| 5 | 1971年 12月20日 | B面   | 去りゆく恋人           | 松山猛   | 杉田二郎 | 青木望     | ETP-2584 |
| 6 | 1972年 3月5日   | A面   | 心に勇気を             | 山上路夫 | 杉田二郎 | 葵まさひこ | ETP-2626 |
| 6 | 1972年 3月5日   | B面   | 冬の街                 | 石橋卓郎 | 森下悦伸 | 葵まさひこ | ETP-2626 |

### アルバム
※全てのアルバムは、2017年4月19日にCD版がリリースされた。

### EP
- カレッジ・ポップス・ベスト・フォー!!（1969年、EP-4001）[4]
  1. 海は恋してる You and the Sea / ザ・リガニーズ The Rigannies
  2. 今日も夢みる Lonesome Dream / 万里村れいとタイム・セラー Ray Marimura and the Time Sellers
  3. 小さな日記 Little Diary / フォー・セインツ Four Saints
  4. あなただけに Only You, I Believe You / ジローズ Jiro's